# Ferești, Maramureș
Ferești este un sat în comuna Giulești din județul Maramureș, Transilvania, România.

## Așezare
Se află la confluența râurilor Mara și Cosău. 
Aici se încrucișează trei drumuri: drumul național DN 18, drumul județean DJ 109 F (care merge spre Ocna Șugatag) și un drum comunal care merge pe valea Cosău. 
Ferești este un sat cu gospodării tradiționale, cu porți monumentale din lemn, obiceiuri încă vii și costume populare încă folosite.

## Istoric
Prima atestare documentară: 1402 (Feyrfalva). 

## Etimologie
Etimologia numelui localității: din n. grup ferești < n.fam. Feier „Albu” (< magh. fehér „alb”) + suf. rom. -ești. 

## Demografie
La recensământul din 2011, populația era de 453 locuitori. 

## Monumente istorice
- Biserica de lemn  „Sfântul Nicolae”

## Personalități locale
- Ștefan Vișovan, cercetător științific la Biblioteca Județeană „Petre Dulfu".  Vol. Monografia toponimică a Văii Izei (2005), Toponimia Țării Lăpușului (2008).

## Imagini

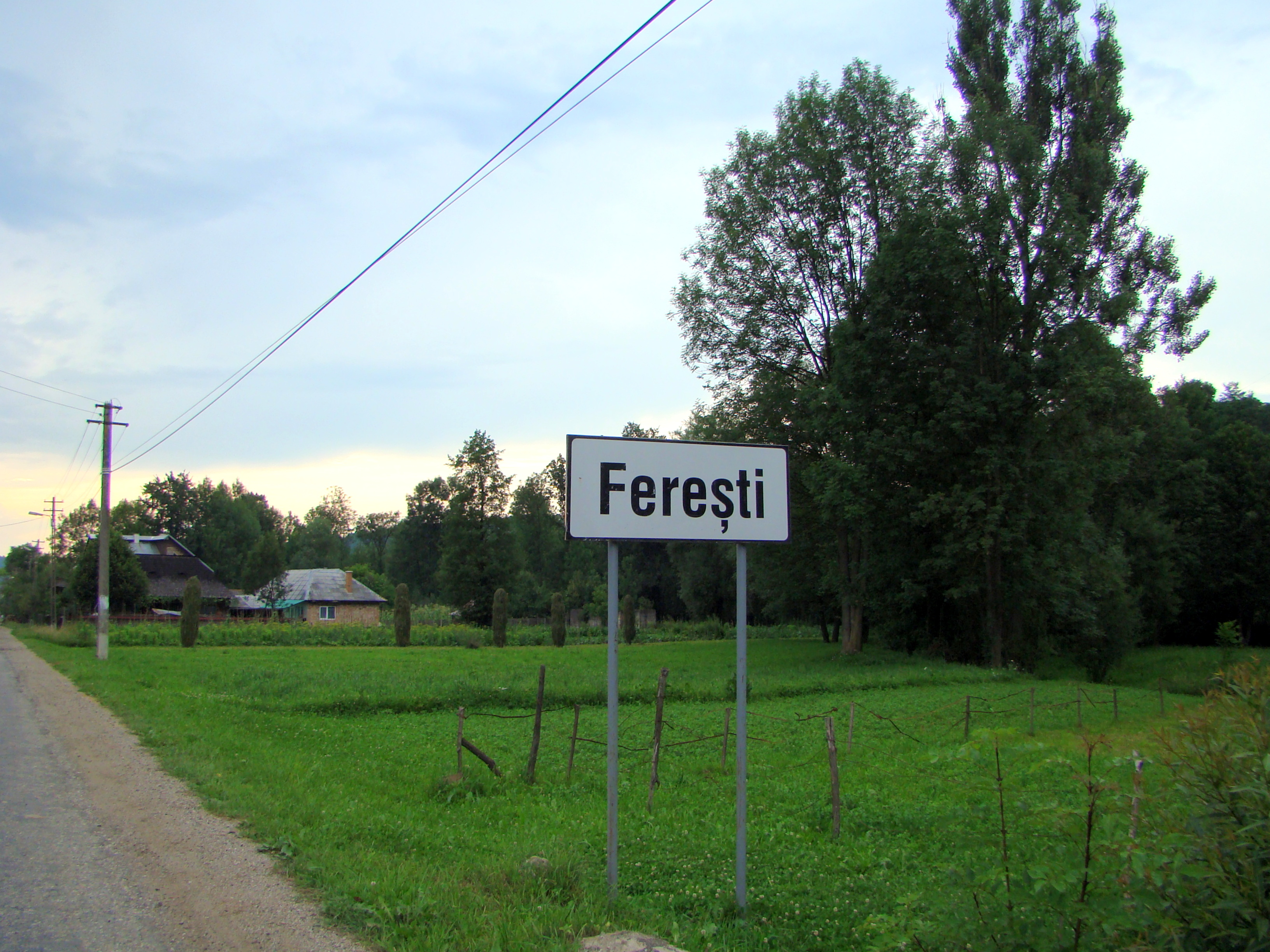
Intrarea în localitate
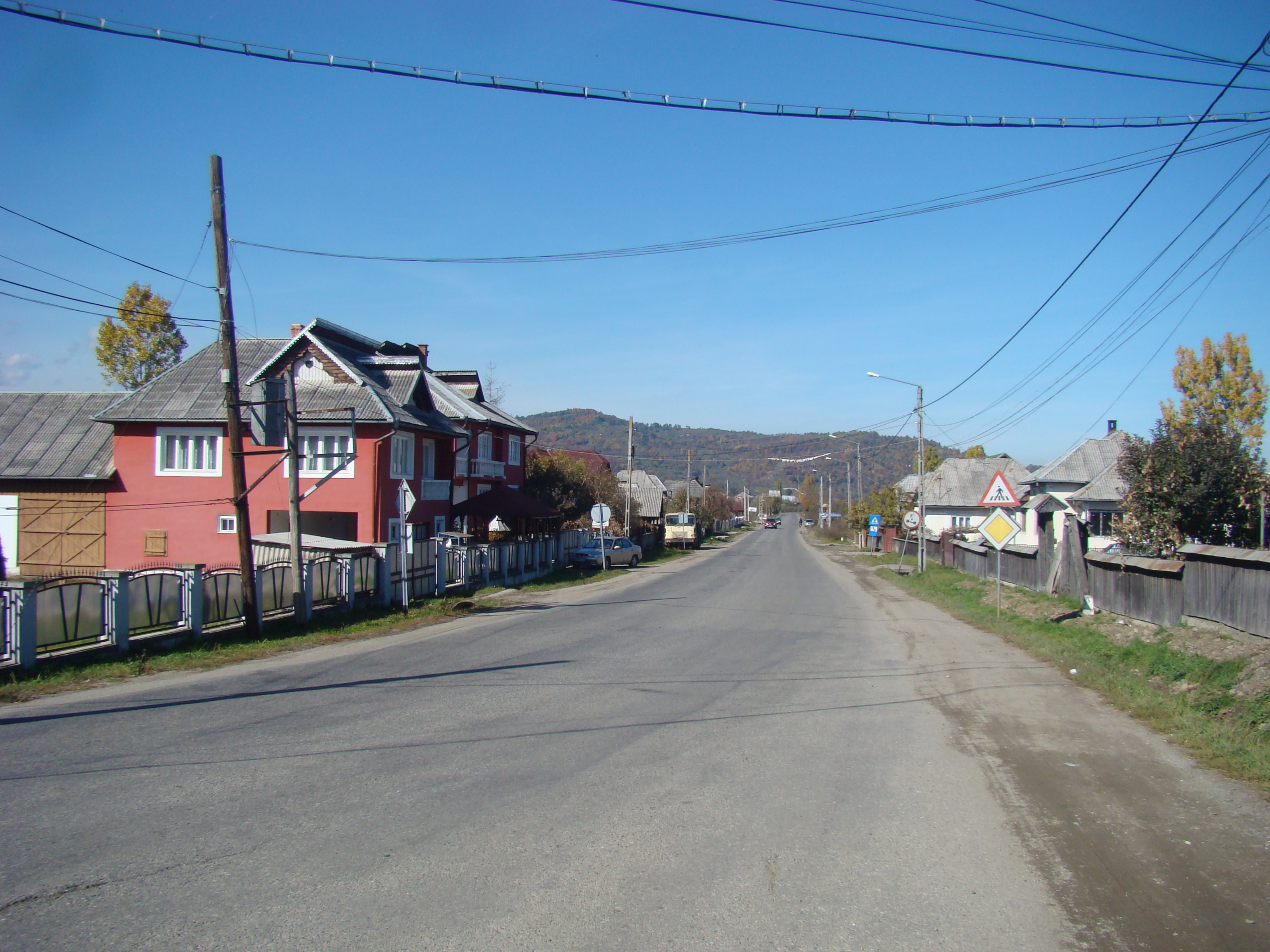
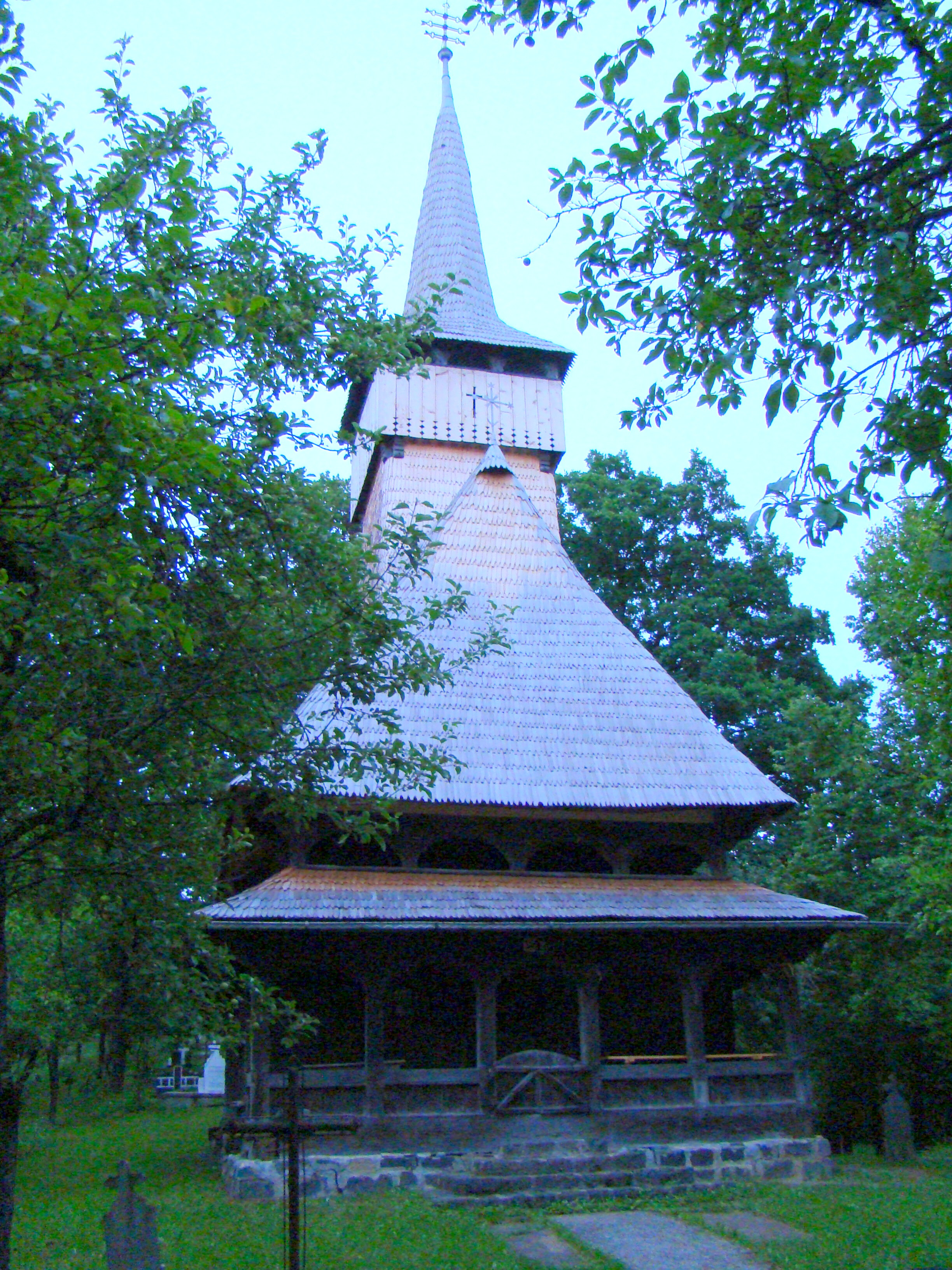
Biserica de lemn „Sfântul Nicolae”
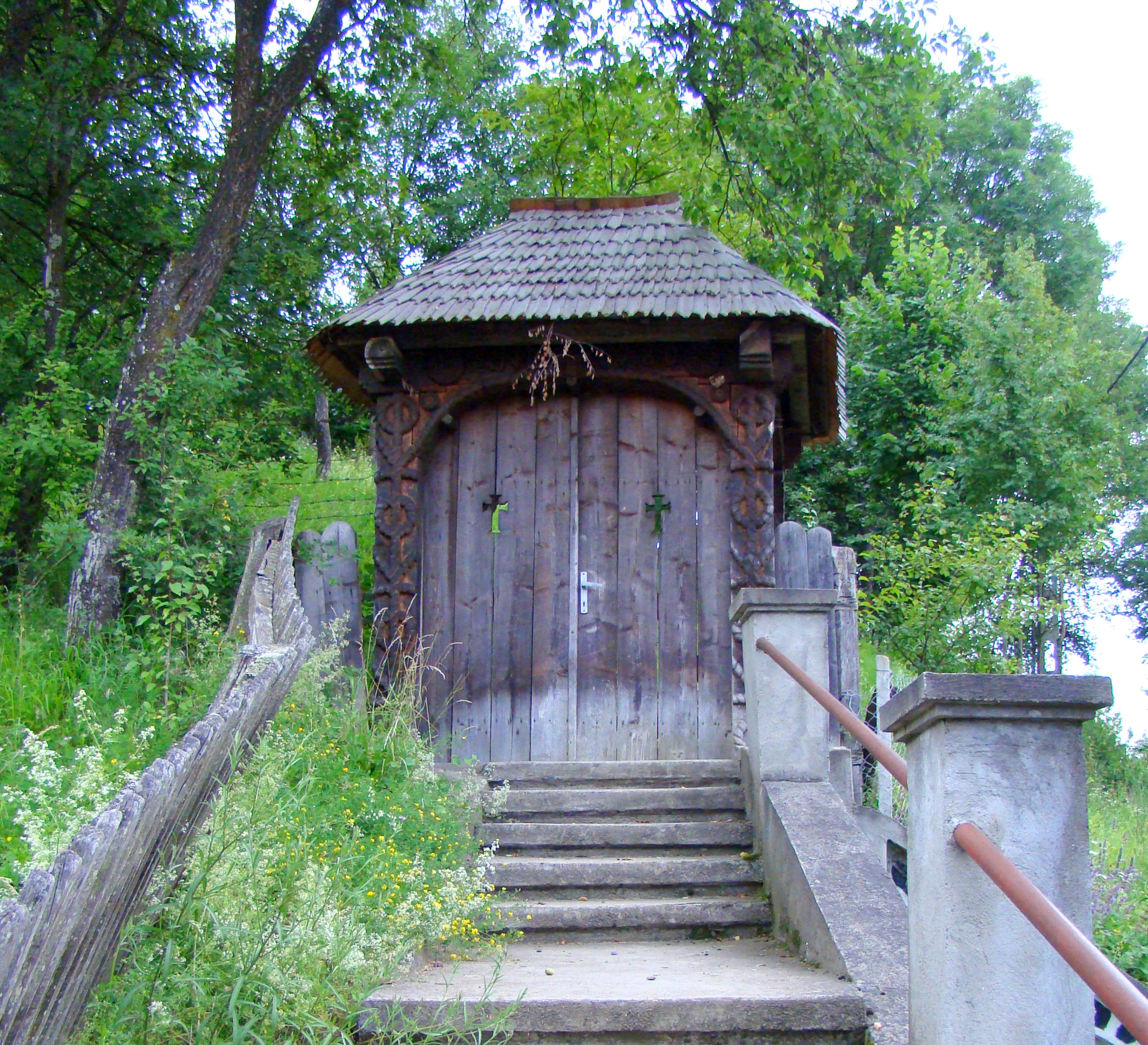
Poarta de lemn a bisericii
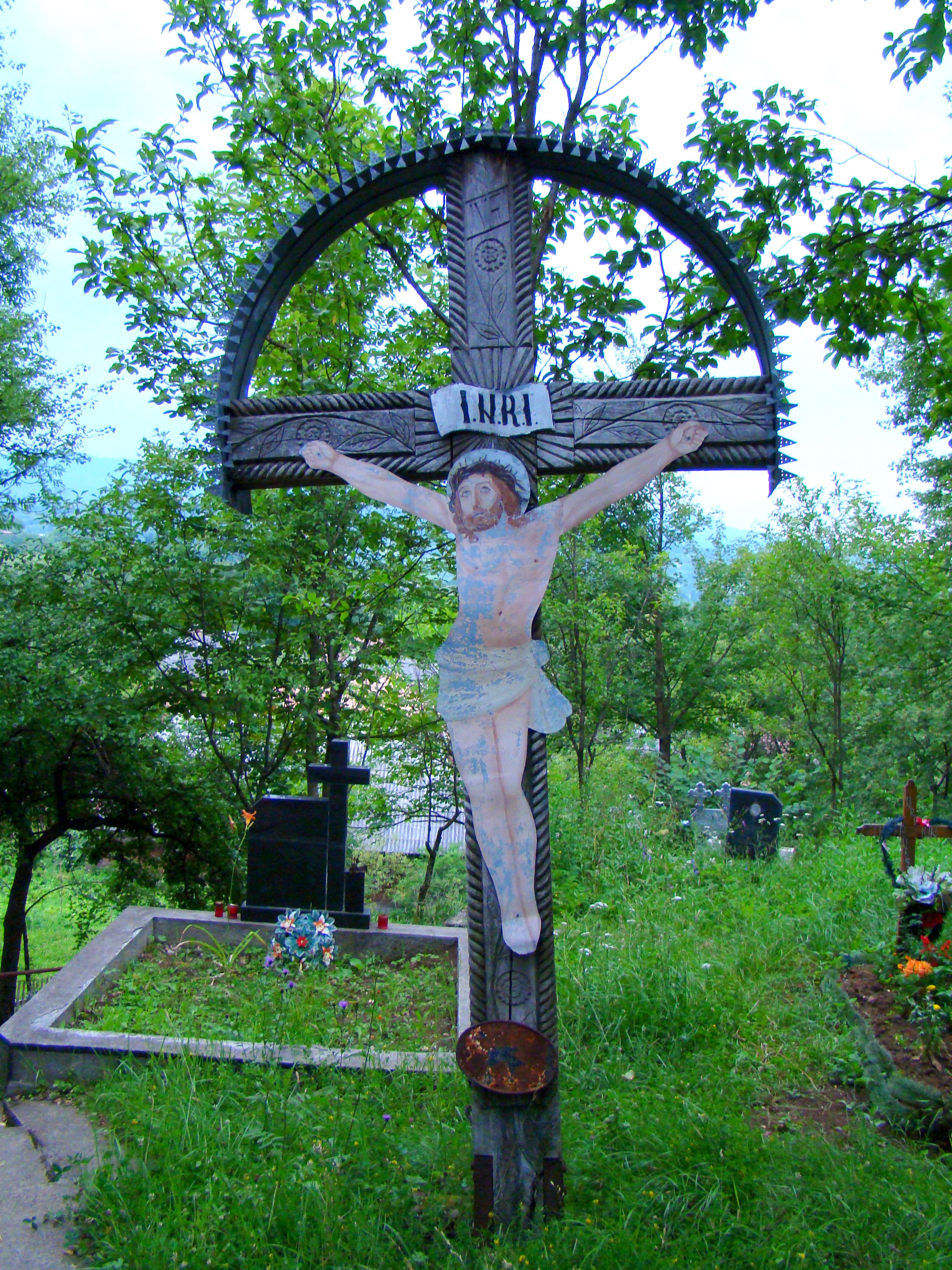
Troița
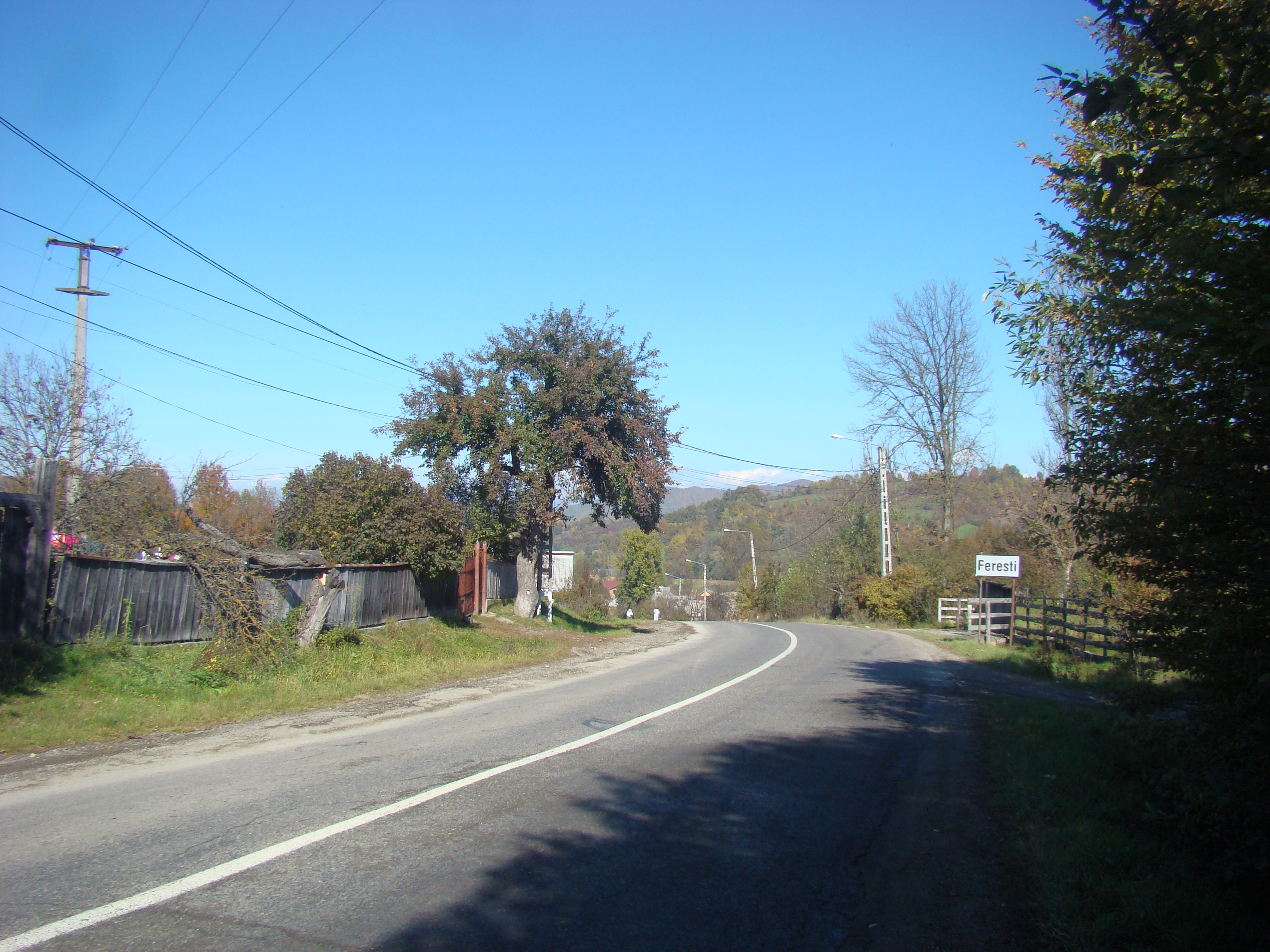